# План розподілу і користування радіочастотним спектром в Україні
План розподілу і користування радіочастотним спектром в Україні — затверджується Кабінетом Міністрів України відповідно до Закону України «Про електронні комунікації».
Станом на травень 2024 діє План, затверджений постановою КМУ від 19 грудня 2023 р. № 1340.

## Історія
Від 2006 до 2023 року в Україні був чинний План використання радіочастотного ресурсу України — який також затверджував Кабінет Міністрів України відповідно до Закону України «Про радіочастотний ресурс України».

## Вміст
Цей План містить загальну частину, два розділи та додатки.
У розділі 1 цього плану наводиться розподіл смуг радіочастот радіослужбам в Україні та визначено смуги радіочастот спеціального та загального користування.
У розділі 2 плану наводиться перелік радіотехнологій, що використовуються в Україні, з визначенням смуг радіочастот та радіослужб, яким вони відповідають, а також строки припинення їх використання.